# 亚格斯特河畔基希贝格
亚格斯特河畔基希贝格（德語：Kirchberg an der Jagst，發音：[ˈkɪʁçbɛʁk ʔan deːɐ̯ ˈjakst]）是德国巴登-符腾堡州斯图加特行政区施瓦本哈尔县的城市，面积40.93平方千米，2023年12月31日人口为4,567人。